# Травянистые растения

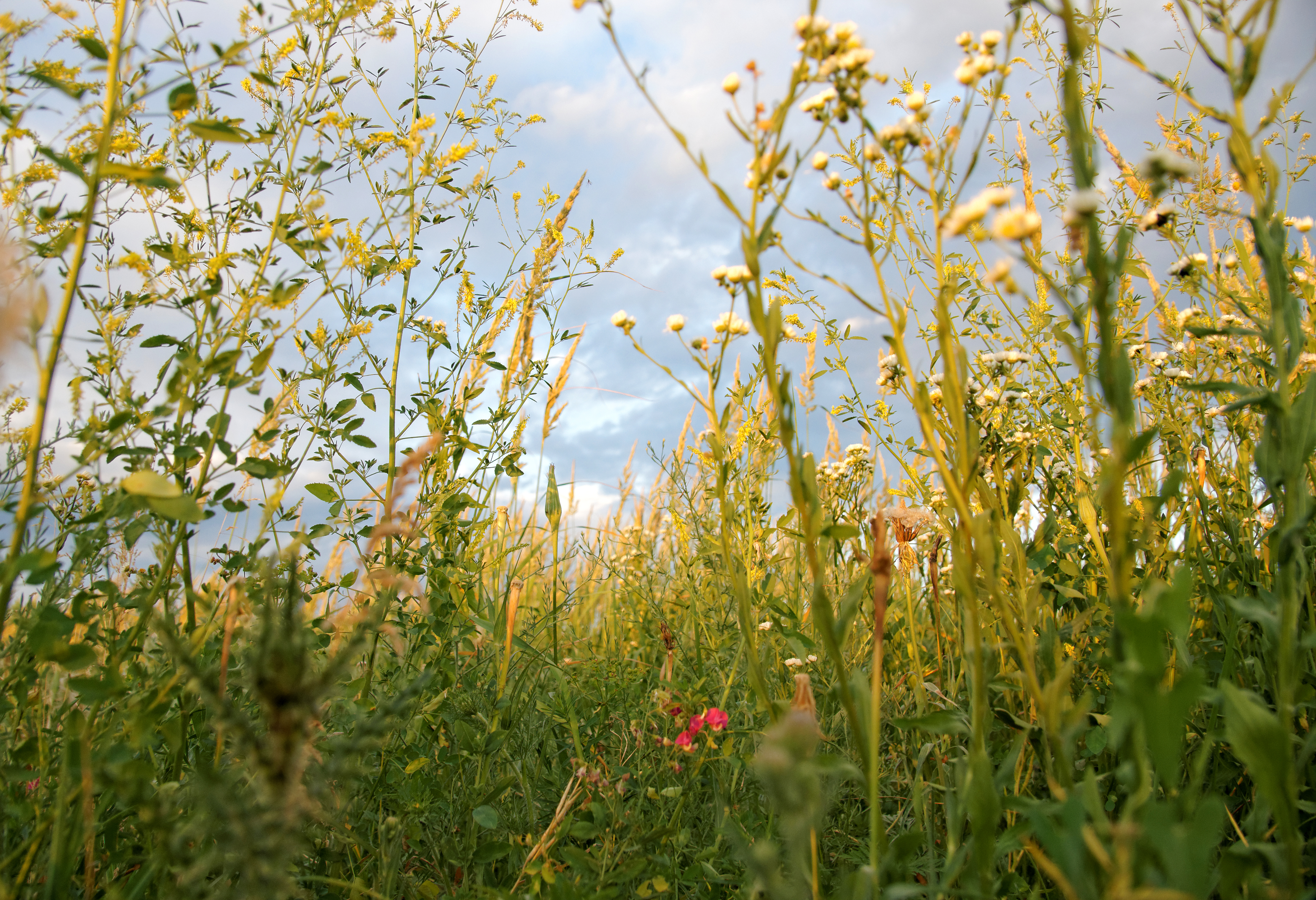
Цветение травянистых растений летом

Травяни́стые расте́ния, также тра́вы, — жизненная форма высших растений с недолго живущими надземными побегами. Травы имеют листья и стебли, отмирающие в конце вегетационного периода на поверхности почвы. Они не имеют постоянного древесного ствола над землёй. Травянистые растения бывают как однолетними (терофиты) и двулетними, так и многолетними.
Среди трав для человека наиболее значимы важнейшие сельскохозяйственные культуры — зерновые и овощные, также многие кормовые, лекарственные и декоративные растения являются травами, как и многие другие экономически значимые растения.

## Основные характеристики

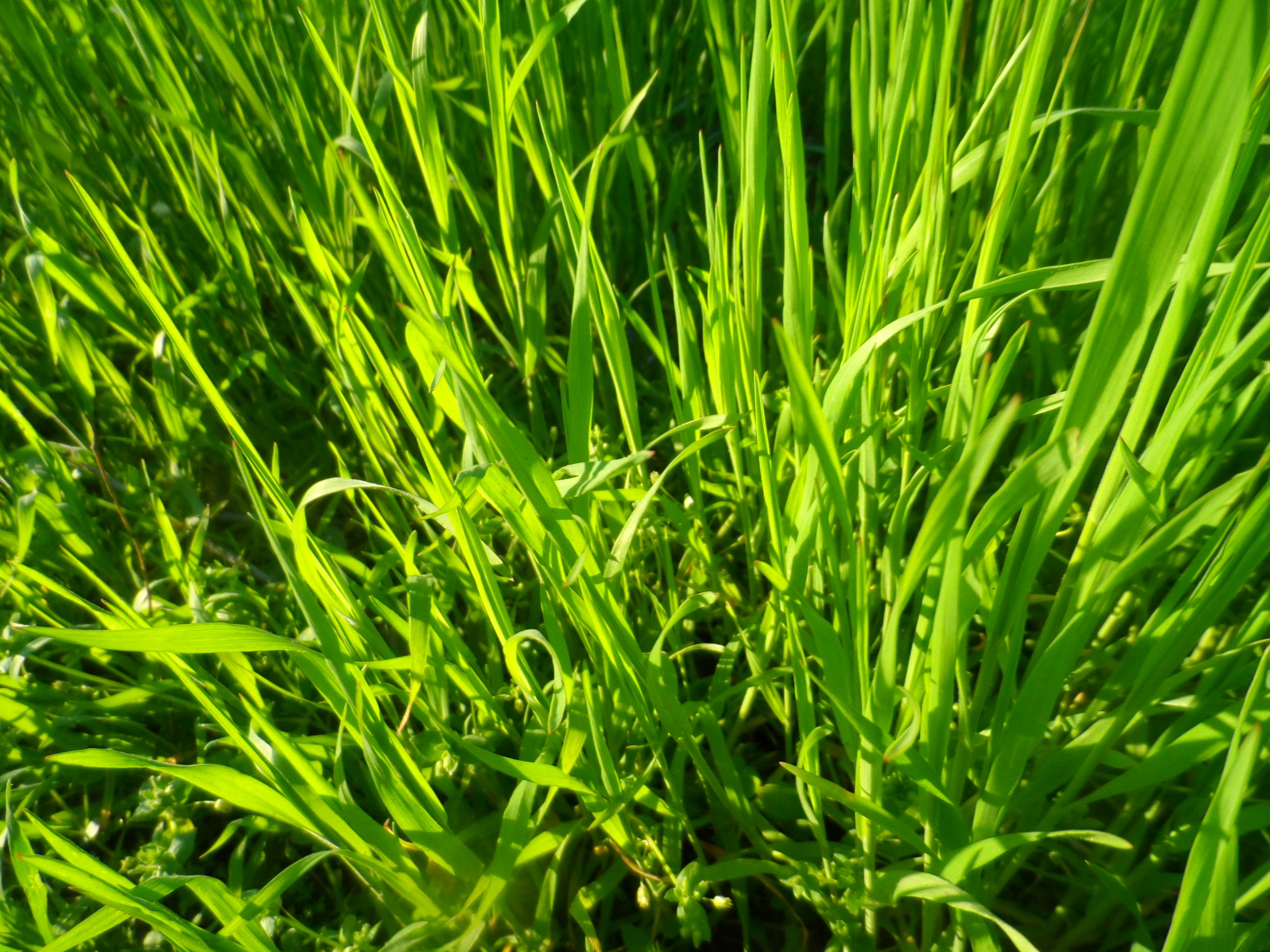

Главным показателем этой жизненной формы является отсутствие многолетних надземных частей, способных переживать неблагоприятный сезон. Эта особенность, безусловно, наиболее легко применима к растениям, существующим в условиях северного сезонного климата: лето—зима. В южных пустынях или тропиках эта черта применима, но с большими оговорками. Так, в тропиках, где нет зимы, нет сухих сезонов, травы могут иметь многолетние надземные части и достигать очень внушительных размеров. Поэтому для различения травянистости биологи стараются применить другие признаки: отсутствие одревесневающих надземных частей, их сочность, мясистость (много паренхимы), слабая работа камбия и отсутствие способности ко вторичному утолщению, сильно паренхиматизированная («разбавлена» мягкими тканями) проводящая система и др. Однако, все эти признаки работают не всегда. Так, одревеснение в той или иной степени характерно для многих трав, среди деревьев и кустарников встречаются мягкоствольные, почти травянистые формы. Осложняет дело и то, что между травянистыми и древесными растениями существуют много переходных, промежуточных форм.
Травы образуют корневую систему и побег (стебель, листья и цветочную часть).

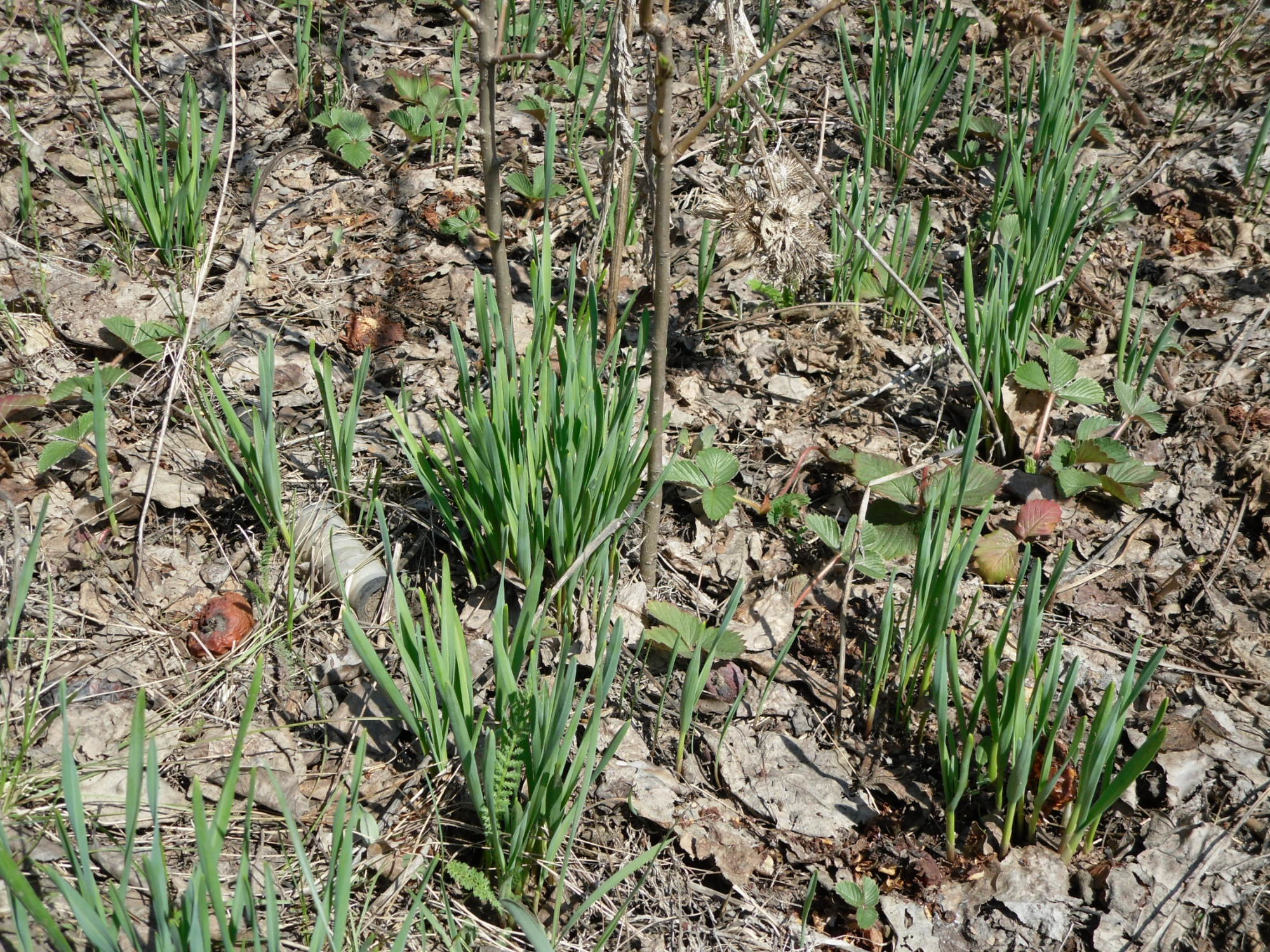
Трава взошла сквозь прошлогоднюю листву

У многолетних трав подземные или ползучие по земле побеги существуют несколько или много лет, а надземные — один год. Надземные побеги не одревесневают и отмирают полностью, а новые побеги отрастают из почек возобновления, которые располагаются на подземных или плотно прижатых к почве побегах.
Однолетние травянистые растения отмирают полностью в конце вегетационного периода, либо после завершения цветения и плодоношения, а затем они снова вырастают из семян.
Однолетники полностью проходят свой жизненный цикл за один сезон, в течение которого они вырастают из семян, цветут и после цветения и плодоношения отмирают. У яровых однолетников семена прорастают весной, и в это же лето растения после плодоношения отмирают. У озимых однолетников семена прорастают осенью, растения зимуют обычно в виде укороченного побега с розеткой прикорневых листьев, а в следующем году цветут, плодоносят и отмирают.
Травянистые двулетники живут два года. В первый год из семян развивается побег с розеткой прикорневых листьев и стержневой корень; на второй год образуется цветоносный побег. После цветения и плодоношения двулетники отмирают. Двулетники отличаются от однолетников наличием остатков прошлогодних листьев у основания стебля, а от многолетников — отсутствием корневища, клубней и луковиц; у них нет и следов отмерших прошлогодних стеблей.
Стебли двулетних и многолетних травянистых растений тоже отмирают в конце вегетационного периода, но часть растения выживает под землёй или близко к земле от сезона к сезону (для двулетних растений только до следующего сезона, когда они выпускают цветок и затем отмирают). Новый стебель развивается из живых тканей, оставшиеся на земле и под землёй, в том числе это корни, каудекс (утолщённая часть стебля на уровне земли) и различные типы подземных побегов, таких, как луковицы, клубнелуковицы, столоны, корневища и клубни. Примерами двулетних травянистых растений являются морковь посевная, пастернак посевной и крестовник обыкновенный. К травянистым многолетникам относятся пион, хоста, мята, большинство папоротников и большинство трав. В отличие от травянистых растений, нетравянистые многолетние растения или древесные растения имеют стебель над землёй, который остаётся живым во время сезона покоя, а рост побегов в следующем году происходит из надземной части. К ним относятся деревья, кустарники и лианы.

## Классификация трав
Травянистые растения, в свою очередь, подразделяются на многие другие группы (есть разные классификации). Наиболее употребительно рассмотрение среди них таких групп:
- Травы однолетние (односезонные), полностью отмирающие после вегетации и плодоношения. Возобновление их осуществляется семенами. Например, это виды: марь белая (Chenopodium album), укроп (Anethum graveolens), рыжик посевной (Camelina sativa), редька дикая (Raphanus raphanistrum) и другие.
- Травы многолетние имеют подземные органы более длительных сроков жизни с почками возобновления. Подземные органы представлены различными видоизменениями корня или побега (корневища, луковицы, клубни и другое).

Многолетние травы по скороспелости (продолжительности вегетационного периода), в свою очередь, делятся на четыре группы: сверхранние, ранние, средние и поздние.

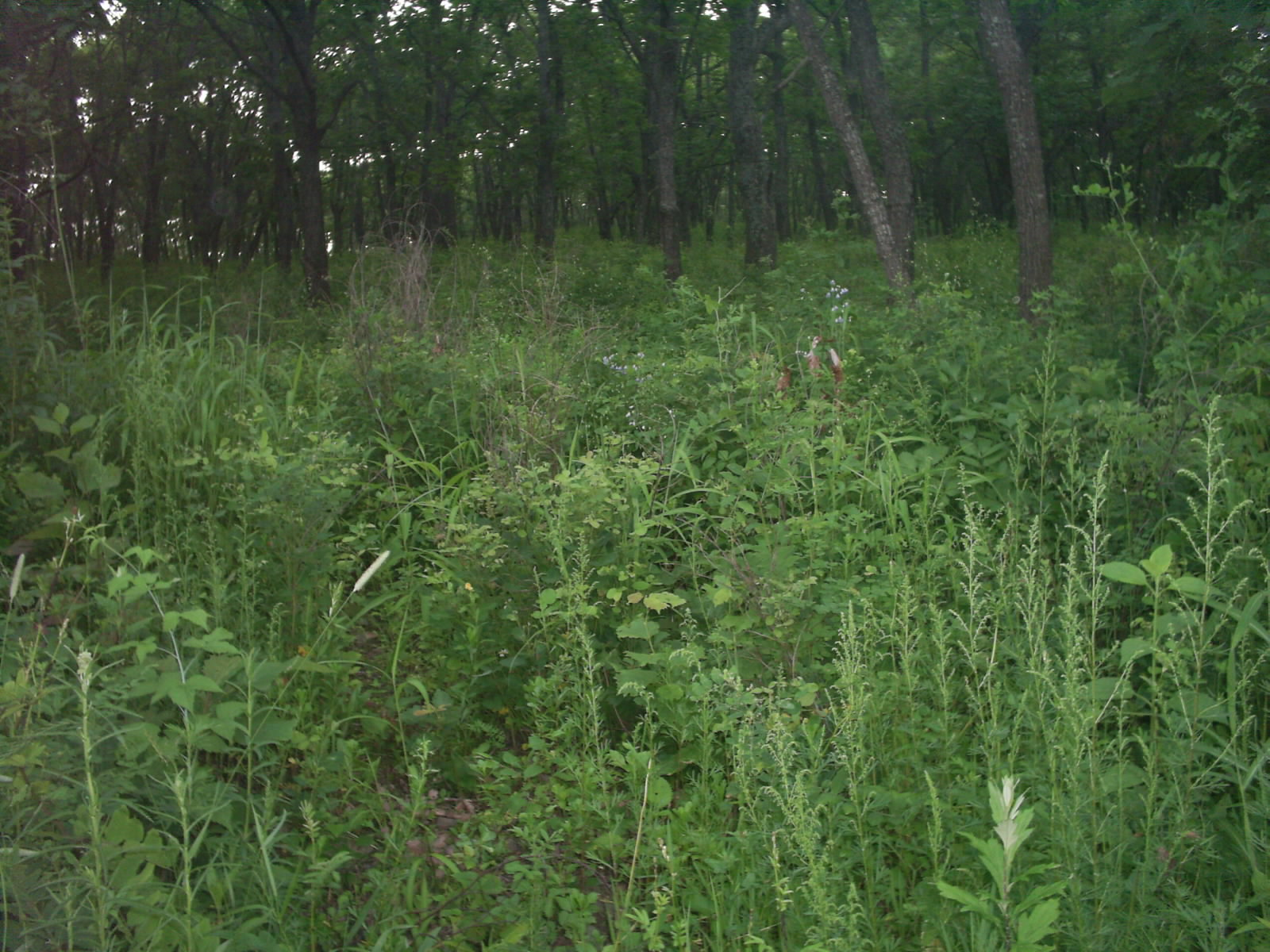
Трава в Сихотэ-Алине достигает высоты 3,5 м

## Размер трав
Высота трав — от нескольких миллиметров до нескольких метров.
В горах Сихотэ-Алинь трава часто достигает высоты 3—3,5 м. Есть также особенные случаи гигантизма трав в Саянах (Красноярский край). В черневой полосе Западного Саяна средние размеры трав обычно больше 2 м. Есть и отдельные рекорды: живокость высокая (Delphinium elatum) с размером стебля около 4,5 м; кипрей узколистный (Chamerion angustifolium) — 2,92 м; чемерица Лобеля (Veratrum lobelianum) — 2,86 м; полынь однолетняя (Artemisia annua) (Красноярск, 2005 год) — 3,22 м; марь белая (Красноярск, 2005 год) — 2,02 м.
Склонностью к гигантизму характеризуются многие представители зонтичных (Apiaceae), злаков (Poaceae), астровых (Asteraceae).
Некоторые травянистые растения вырастают довольно большими, например, растения рода Musa, к которому принадлежат разные виды бананов.
Банан — самое высокое и мощное травянистое растение, достигающее 15 метров в высоту, часто принимаемое за дерево. Однако его мощный стебель не является стволом. По другим данным (если степень одревеснения не считать ключевым признаком) — наиболее высокими травами являются некоторые бамбуки. Их стебель — соломина — может достигать высоты 35 метров.

## Экологическая роль
Некоторые сравнительно быстро растущие травянистые растения (особенно однолетние) являются растениями-пионерами, первыми заселяющими новые места обитания и определяющими анагенез растительных видов. Другие растительные виды формируют основную растительность многих стабильных сред обитания, развивающихся, например, в приземном слое лесов или в естественных открытых средах обитания, таких как луга, заливные луга, солончаки или пустыни, саванны, прерии и степи.
Поверхность травы является катализатором росы, которая в засушливом климате является основным видом осадков и необходима для выживания растительности. Большая часть водяных паров, которые превращаются в росу, приходит из воздуха, а не из почвы. Чем выше трава, тем больше росы. Таким образом, в засушливом климате трава является генератором осадков и основой экосистемы. Короткое подстригание травы порождает необходимость её полива. Если часто и коротко стричь траву без полива в засушливой зоне, то происходит опустынивание.

## Значение и применение трав

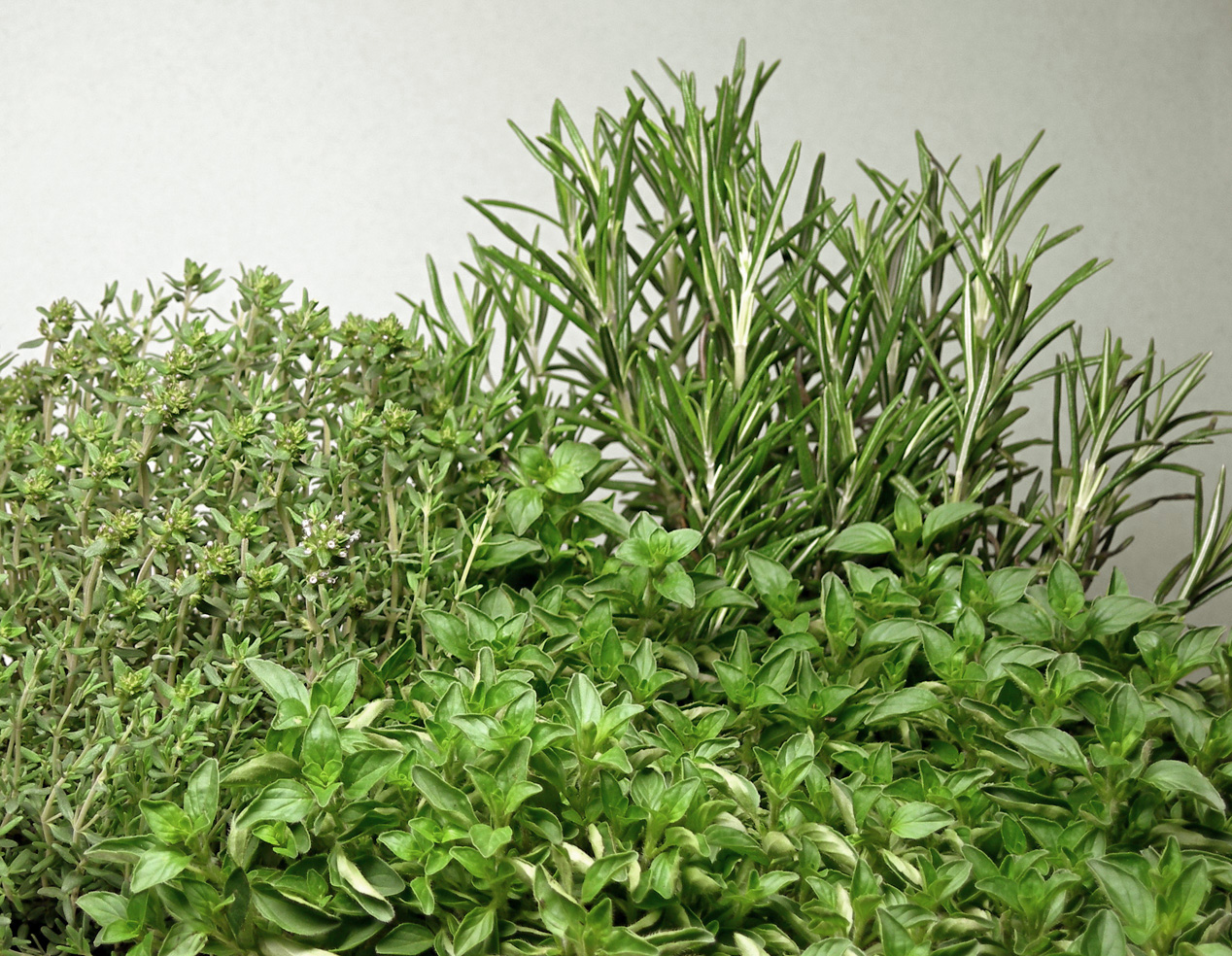
Пряная зелень (тимьян, орегано, розмарин)

Человек издавна использует различные виды трав для бытовых и хозяйственных нужд. В широких масштабах развито их культивирование для пищевых целей, а также в качестве корма для домашних животных.
По целям использовании трав их можно разделить на применяемые в кулинарии, лечебные, используемые в религиозных обрядах, используемые в быту.
В кулинарии травы используются, как правило, в виде специй, добавляемых в пищу с целью улучшить её вкус. К ним относятся такие травы, как укроп, петрушка, тмин, мята, базилик, чеснок.
В лечебных целях человечество использует травы уже несколько тысяч лет. Об этом писали такие врачи древности, как Гиппократ, Авиценна, Парацельс. К лекарственным растениям относятся: ромашка, мята, шалфей, календула, подорожник, лаванда, полынь и многие другие.